# Paul Irving
Paul Douglas Irving (Tampa (Florida), augustus 1957) is een Amerikaans wetshandhaver en jurist. Van 17 januari 2012 tot 7 januari 2021 was hij als Sergeant at Arms van het Amerikaanse Huis van Afgevaardigden verantwoordelijk voor de orde en veiligheid in het Capitool en de kantoorgebouwen van het Huis. Irving diende een dag na de bestorming van het Capitool zijn ontslag in. Zijn collega Michael Stenger van de Senaat deed hetzelfde.
Eerder werkte Irving 25 jaar bij de Secret Service, waar hij onder meer de beveiliging van presidenten coördineerde.